# Медем, Карл Иоганн Фридрих фон
Граф Карл Иоганн Фридрих фон Медем (нем. Karl Johann Friedrich Reichsfraf von Medem; 23 марта 1762, усадьба Мезоттен, ныне Межотне, Бауский край — 9 декабря 1827, Митава) — родоначальник графского рода фон Медем из дома Ремптен-Альт-Ауц (нем. Rempten-Alt-Autz), первый владелец майората Ремптен.

## Биография
Сын Иоганна Фридриха фон Медема, брат дипломата Кристофа Иоганна Медема и последней герцогини курляндской Анны Шарлотты Доротеи.
1 августа 1812 года решением французского императора Наполеона I на территориях бывшего Герцогства Курляндского и Семигальского, присоединённого к Российской империи в 1795 году, было воссоздано Герцогство Курляндское, Семигальское и Пильтенское, и Карл фон Медем возглавил его гражданскую администрацию. Эти обязанности он выполнял в течение нескольких месяцев, пока 20 декабря того же года наполеоновские войска не оставили Курляндию, вернувшуюся под контроль Российской империи.
С 1814 года предводитель курляндского дворянства.
В 1804 году приобрёл усадьбу Ной-Ауц (нем. Neu-Autz), в 1815 г. начал строительство господского дома. После смерти Медема усадьба перешла его дочери Каролине и её мужу барону Фердинанду фон дер Роппу из рода Роппов.

## Награды
- Орден Святой Анны 2-й степени[4]
- Орден Святой Анны 1-й степени (13 августа 1817)[5]

## Семья
Карл Иоганн Фридрих фон Медем был женат на Елизавете Кристине Шарлотте Вильгельмине графине фон Броун-Камус, дочери графа Георга фон Броун-Камус и его второй жены Элеоноры Кристины, урождённой баронессы Менгден. От этого брака родились:
- граф Карл фон Медем (15.02.1801 — 17.11.1860)[2] — второй владелец майората Ремптен;
- графиня Анна фон Медем (13.11.1789 — 10.10.1807)[6], в замужестве баронесса фон дер Ропп, с 20.10.1806 — 1-я жена барона Фердинанда Дитриха Кристофа фон дер Ропп;
- графиня Каролина фон Медем (13.07.1794 — 07.02.1872)[6], в замужестве баронесса фон дер Ропп, с 20.11.1808 — 2-я жена барона Фердинанда Дитриха Кристофа фон дер Ропп;
- графиня София фон Медем (03.04.1799 — 28.03.1872)[2], в замужестве графиня фон дер Пален, с 30.08.1821 — жена графа Йохана (Ивана Петровича) фон дер Пален (25.11.1784 — 01.07.1856)
- графиня Доротея фон Медем,[2] в замужестве баронесса фон Шеппинг, жена тайного советника барона Фридриха Магнуса фон Шеппинг (1779—1855)
- графиня Элиза фон Медем[2]